# An Quảng Hữu
An Quảng Hữu là một xã cũ thuộc huyện Trà Cú, tỉnh Trà Vinh, Việt Nam. Là một xã có truyền thống cách mạng trong hai cuộc kháng chiến cứu nước.
Là 01 trong 04 xã được công nhận Danh hiệu Anh Hùng Lực lượng vũ trang của huyện Trà Cú.
Là xã có số lượng Mẹ VNAH nhiều nhất huyện Trà Cú.
Đạt danh hiệu Nông Thôn Mới năm 2022.
Bí thư đương nhiệm: Huyện Ủy Viên Long Văn Vũ.
Chủ tịch UBND: Ngô Văn Dủ.
Xã có 1 Trường Mẫu Giáo, 2 Trường Tiểu Học, 1 Trường THCS.
Xã được công nhận xã An Toàn Khu năm 2024.

## Địa lý
Xã An Quảng Hữu có vị trí địa lý:
- Phía đông giáp xã Tân Sơn
- Phía tây giáp Sông Hậu
- Phía nam giáp xã Lưu Nghiệp Anh
- Phía bắc giáp huyện Tiểu Cần.

Xã An Quảng Hữu có diện tích 25,4 km², dân số năm 2019 là 9.620 người, mật độ dân số đạt 379 người/km².

## Hành chính
Xã An Quảng Hữu được chia thành 10 ấp: An Tân, Chợ, Dầu Đôi, Leng, Ngã Ba, Phố, Sóc Tro Dưới, Sóc Tro Giữa, Sóc Tro Trên, Vàm.

## Lịch sử
Ngày 15 tháng 10 năm 2019, Hội đồng Nhân dân tỉnh Trà Vinh ban hành Nghị quyết 157/NQ-HĐND về việc sáp nhập hai ấp Rẩy và ấp Búng Đôi thành ấp An Tân.